# مختبر موتي
مختبر موتي (بالإنجليزية: Mote Marine Laboratory)‏ مختبر بحري مستقل غير ربحي، يقع في جزيرة سيتي (بالإنجليزية: City islands)‏ في ساراسوتا بولاية فلوريدا، وهناك حرم جامعي إضافي في مقاطعة ساراسوتا الشرقية وبوكا جراند وفلوريدا وبفلوريدا كيز. أسست دكتورة اوجيني كلارك المختبر في العام 1955 في بلاسيدا، فلوريدا، وكان يُعرف آنذاك بمختبر كيب هيز البحري حتى العام 1967. يهدف المختبر لتطوير العلوم البحرية وتدريسها ودعم الاستخدام المستدام للموارد البحرية والحفاظ عليها. يترجم اكواريوم «موتي» العام وبرنامج التعليم ذو الصلة أبحاث مختبر موتي للجمهور.

## معرض صور

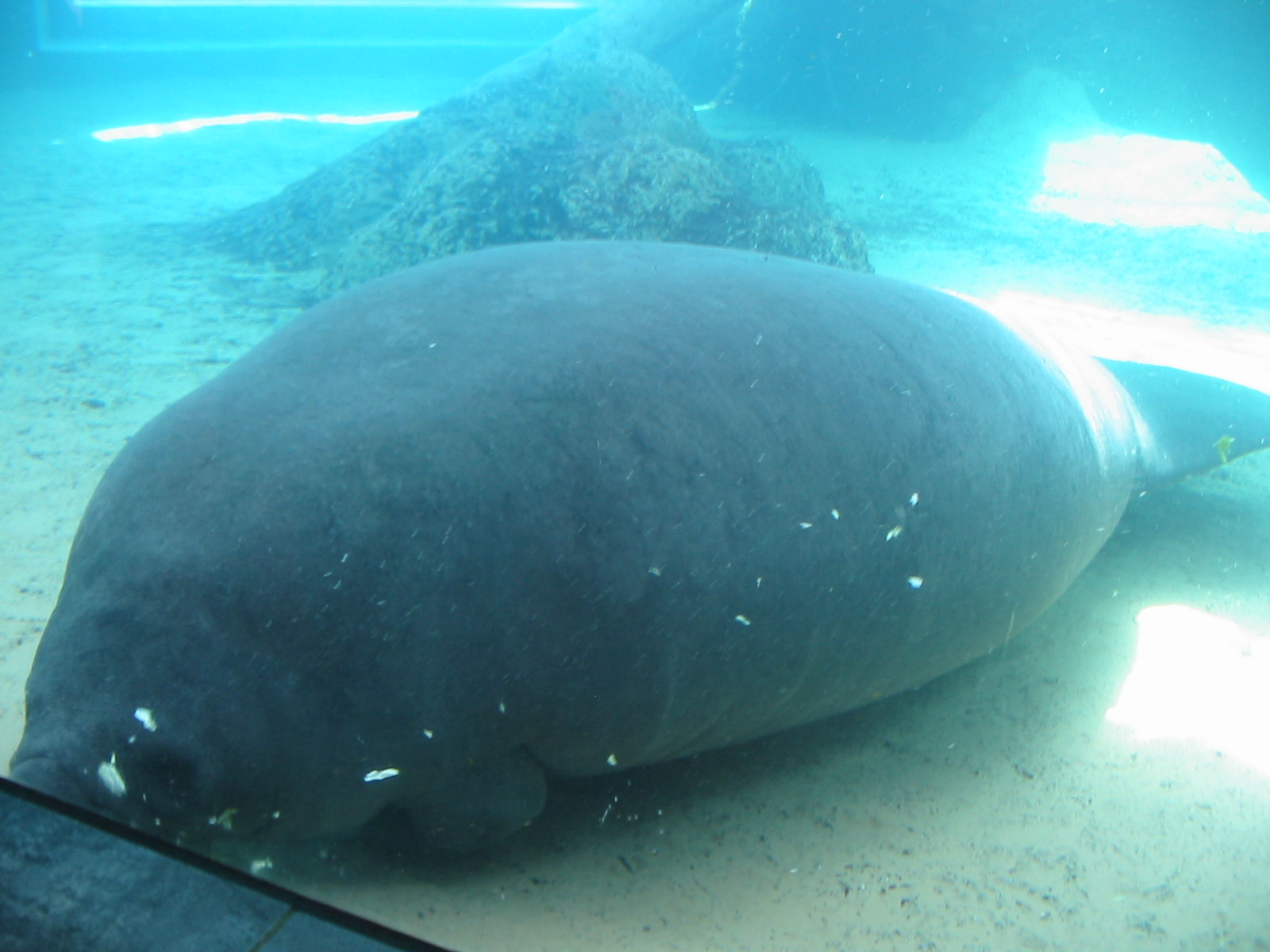
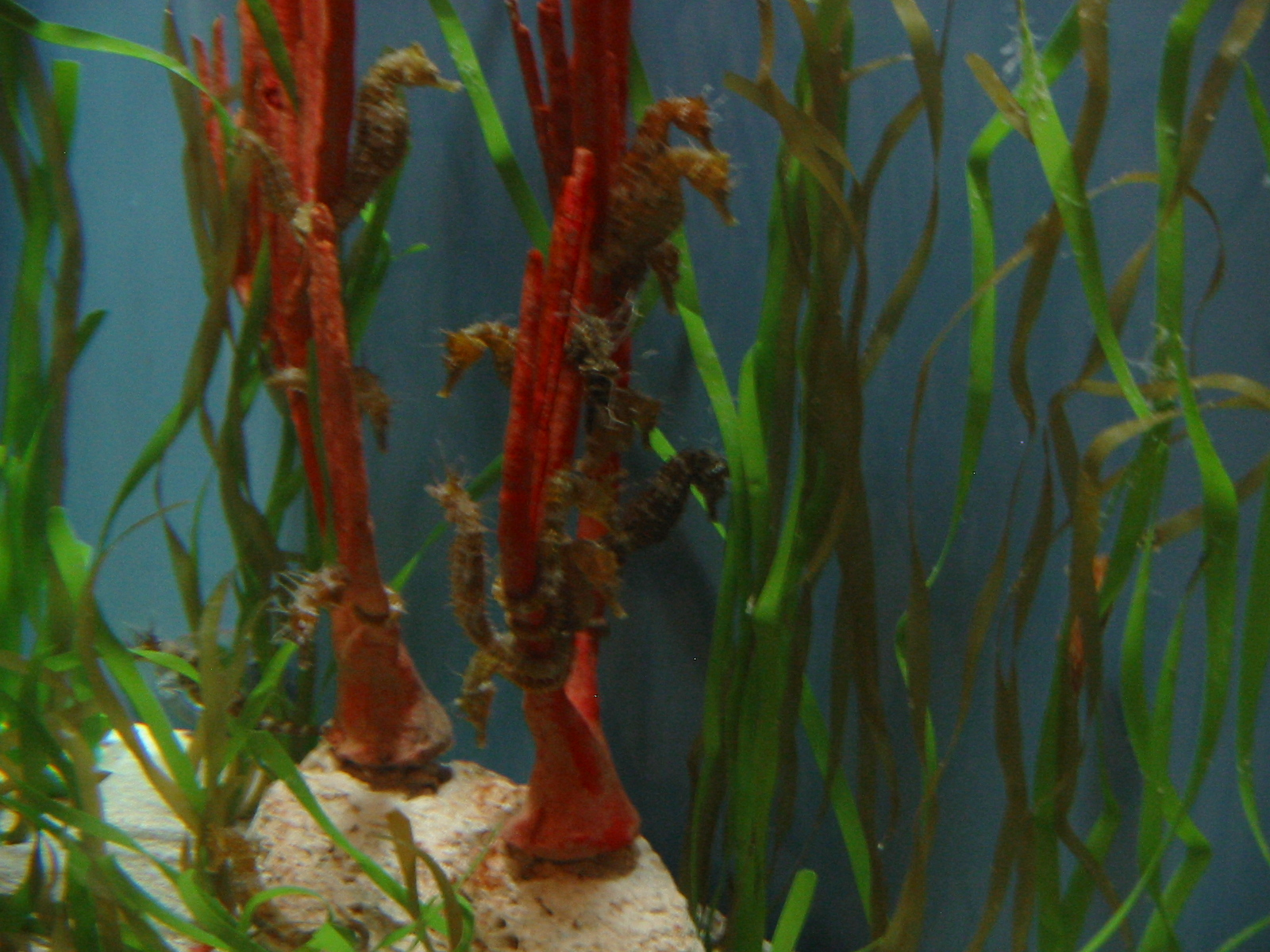
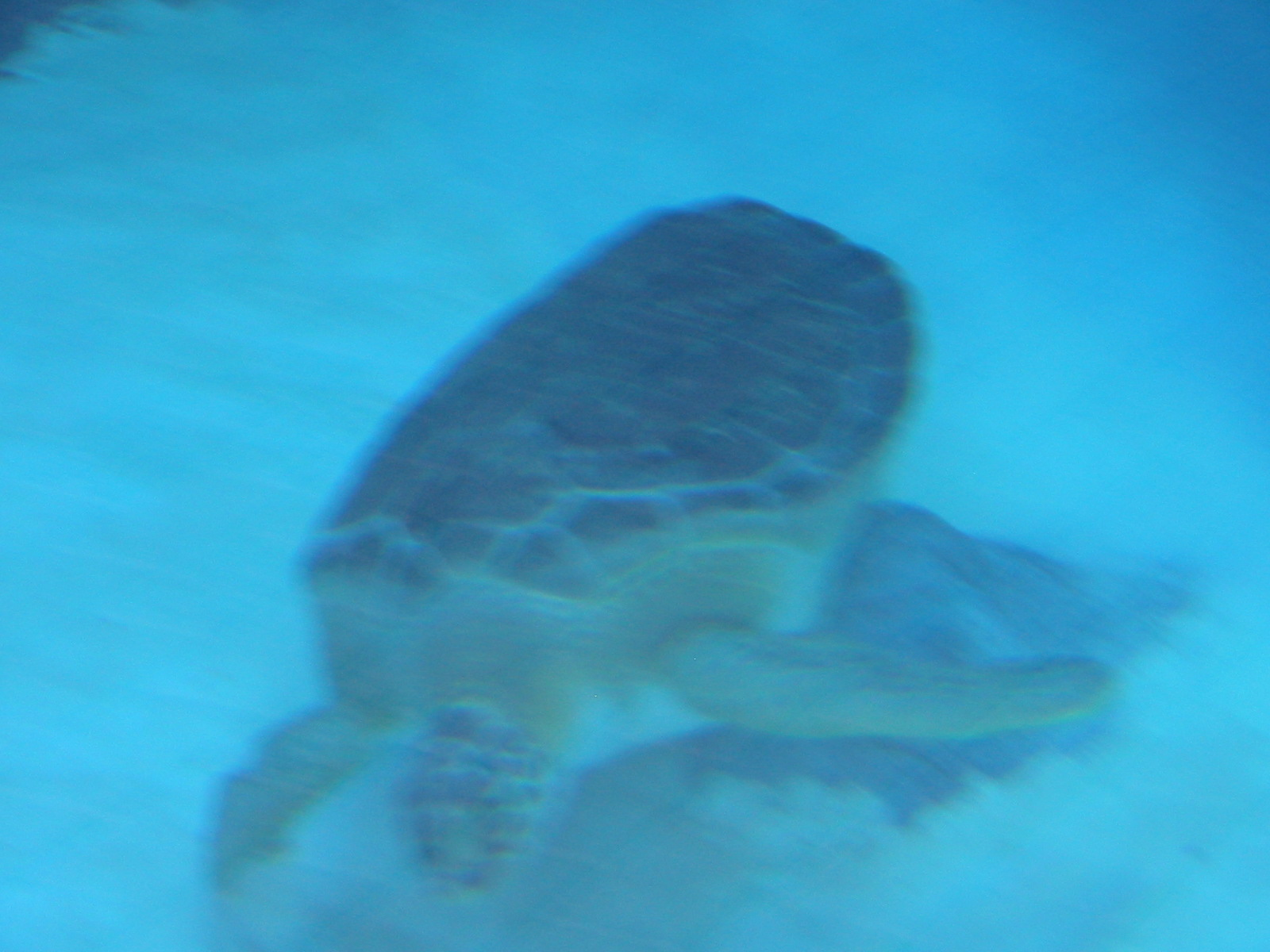
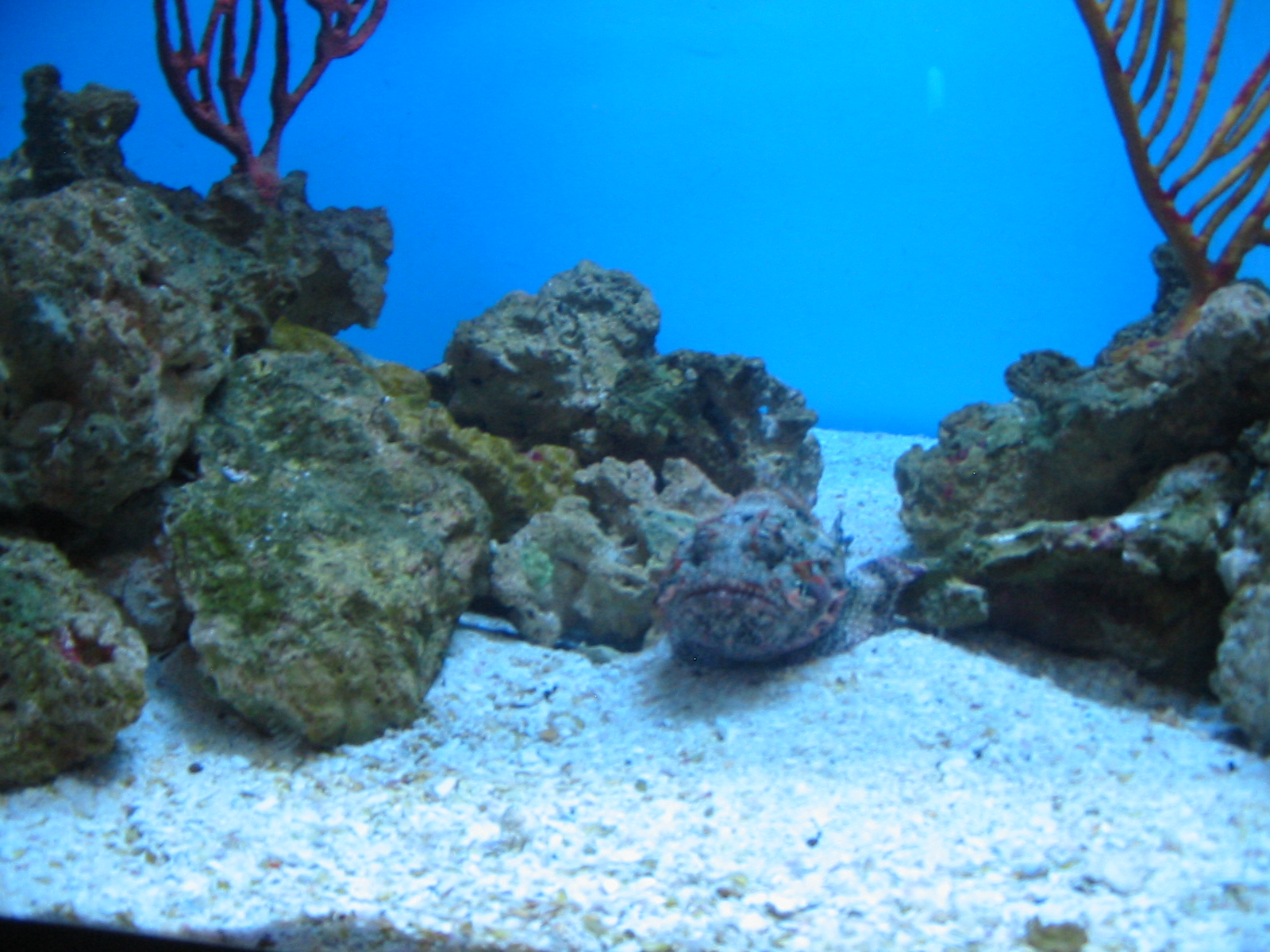